# Тиха Земля
«Тиха Земля» (англ. The Quiet Earth) — фантастичний фільм 1985 року.

## Сюжет
Зак Хобсон одного разу прокинувся вранці і виявив, що він єдина людина, що залишилася на Землі. Зак може вибрати собі будь-яке житло і будь-яку вподобану машину. Однак незабаром він починає божеволіти, бо немає нікого, з ким би можна було поговорити. І тут з'являється симпатична Джоанн, яка, виявляється, теж вижила. Якийсь час Зак і Елісон живуть разом, поки на їхньому шляху не встає Апі — ще один вцілілий.
Бувши вченим, Зак одного разу приходить до висновку, що їм трьом пощастило тому, що вони всі перебували на межі смерті в момент зникнення інших людей. Апі тонув під час бійки, Джоанн вразив електричний струм через несправний фен, а Зак передозував таблетки під час спроби самогубства. А в лабораторії, де працював Зак, якраз проводився експеримент «СПАЛАХ», який змінює фізичні константи. Тому вчений, пригнічений його небезпечністю вирішив накласти на себе руки.
Експеримент продовжує здійснюватися в автоматичному режимі. Зак вирішує підірвати лабораторію, для чого мириться з Джоанн і Апі. Проте біля лабораторії виявляється зависокий рівень радіації, тому Зак вирушає на пошуки способу спрямувати туди автомобіль з вибухівкою. Тим часом Джоанн і Апі кохаються. Апі після цього вирішує самотужки керувати автомобілем. Зак відкидає цю ідею та сам заїждає до лабораторії, де й здійснює вибух.
Зак отямлюється на пляжі та бачить у далині дивні утвори, а в небі — планету з кільцями.